# Unreal Tournament 3
Unreal Tournament 3 (UT3) is een first-person shooter computerspel in de Unreal Tournament-serie. Het is het vervolg op Unreal Tournament 2004. Het is ontwikkeld door Epic Games en het is uitgegeven door Midway Games. Het is voor de pc uitgebracht op 12 november 2007 in Duitsland, 19 november 2007 in de Verenigde Staten en op 23 november 2007 in Europa. Op 12 december 2007 werd het spel uitgebracht voor de PlayStation 3. Het spel is met name ontwikkeld voor multiplayer, maar het bevat ook een singleplayer spelmodus waarin de speler het kan opnemen tegen door de computer bestuurde tegenstanders (bots).
Het spel is ontwikkeld voor de pc (Windows), de Xbox 360 en de PlayStation 3. Voor Linux en de Apple Macintosh werd ook een versie beloofd maar deze is nooit verschenen. Op 12 oktober 2007 werd een beta demo beschikbaar gemaakt.
Unreal Tournament 3 is eigenlijk het vierde spel in de Unreal Tournament serie (UT99, UT2003, UT2004, UT3): het nummer verwijst naar de engine waarop het spel draait. Het oorspronkelijke Unreal Tournament maakt gebruik van de eerste Unreal Engine, de spellen Unreal Tournament 2003 en Unreal Tournament 2004 maken gebruik van Unreal Engine 2 en Unreal Tournament 3 maakt op zijn beurt gebruik van Unreal Engine 3. Daarnaast is UT3 het derde spel dat een singleplayer campagne bevat, zoals Unreal en Unreal II: The Awakening.

## Ontwikkeling
Net zoals in Half-Life 2 zijn de levels eerst opgebouwd met behulp van eenvoudige blokken. Op deze manier kan men testen of een level goed speelbaar zal zijn en eventueel aanpassingen maken. Daarna kan het level afgemaakt worden met decoratie en aankleding in een bepaald thema.
Het spel maakt gebruik van Unreal Engine 3. Deze kan gebruikmaken van technologieën zoals de PhysX PPU. De engine vereist het gebruik van een DirectX 9 videokaart.
Niet alle spelmogelijkheden van vorige Unreal Tournament spellen zijn teruggekeerd. Zo zijn Bombing Run, Double Domination en Assault niet aanwezig in Unreal Tournament 3. In een nieuwe spelmodus, Warfare (voorheen bekend als Onslaught), kunnen de spelers wel bepaalde doelen volbrengen, vergelijkbaar met Assault. Deze spelmodus speelt zich af op maps die enkele malen groter zijn dan de maps in de Onslaught spelmodus van Unreal Tournament 2004.
Ook zijn de bots in Unreal Tournament 3 verbeterd en ze zijn in staat zijn om eenvoudige gesproken opdrachten te begrijpen en uit te voeren. Voor het navigeren door een map gebruiken de bots een netwerk van paden dat van tevoren is gegenereerd. Daarnaast gebruiken ze lokale observatietechnieken om hun weg te vinden in gebieden waarin dit netwerk weinig behulpzaam is. Bots kunnen ook tijdens het spel leren welke gebieden in dit netwerk gevaarlijker zijn dan andere (bijvoorbeeld door een vijandige scherpschutter in de buurt) zodat ze deze gebieden kunnen vermijden.
Bij dit spel wordt ook de laatste versie van UnrealEd, de editor waarmee nieuwe levels gemaakt kunnen worden, meegeleverd. Deze is uitgerust voor Unreal Engine 3; de vorige editor was toegespitst op Unreal Engine 2.5. Een van de toevoegingen is een knop waarmee de levelontwerpers hun level kunnen spelen in de editor. Het spel hoeft daardoor niet apart opgestart te worden. Ook bevat het een manier om op een visuele wijze scriptcode te creëren. Deze visuele interface wordt Kismet genoemd. Op deze manier kunnen mensen met weinig tot geen ervaring met scripten en programmeren toch zaken in het spel aanpassen. Ook verhoogt het de productiviteit van een level designer aangezien deze nu zelf de gameplay van een level kan ontwikkelen, testen en aanpassen indien nodig.
De codenaam die de ontwikkelaars aan het project hebben gegeven is Envy. Tijdens de ontwikkeling stond het spel in de media ook bekend als Unreal Tournament 2007 (UT2K7, UT2007). Later maakte Epic bekend dat het spel de naam Unreal Tournament 3 zou dragen. De reden hiervoor is dat dit spel het begin van de derde serie markeert: de eerste serie maakt gebruik van de eerste Unreal Engine (Unreal Tournament) en de tweede serie maakt gebruik van de tweede versie van Unreal Engine (UT2003 en UT2004).

## Spelmodus
Unreal Tournament 3 bevat de volgende spelmogelijkheden:
- (Team) Deathmatch : De voorvader van alle First Person Shooter spellen, Deze spelmogelijkheid komt in verschillende versie, zoals 1vs1 (1 tegen 1), FFA (Ieder voor zich) en TDM (Team tegen Team). Er zijn nieuwe maps maar ook enkele klassiekers zijn aanwezig.
- Duel: een 1 tegen 1 variant van Deathmatch waarbij twee spelers het tegen elkaar opnemen en anderen kunnen wachten tot een van beiden gewonnen heeft. Degene die vooraan in de wachtrij staat neemt de plaats over van de verliezer en de winnaar blijft in het spel. De verliezer kan dan aansluiten in de wachtrij.
- (Vehicle) Capture the flag : Deze klassieke spelmodus is aanwezig en het is uitgebreid met nieuwe mogelijkheden zoals maps met voertuigen en maps waarin de hoverboard de Translocator vervangt. De vlag kan niet meegenomen worden in voertuigen maar deze kan wel vervoerd worden op een hoverboard. De speler met de hoverboard kan aanhaken aan een ander voertuig om zich zo sneller door de map te verplaatsen.
- Warfare : een nieuwe spelmodus met maps die enkele malen groter zijn dan Onslaught maps. In Warfare moeten de spelers opdrachten volbrengen, vergelijkbaar met Assault in eerdere Unreal Tournament spellen. Deze spelmodus is een combinatie van Assault en Onslaught. Elk team bezit ook een orb die gebruikt kan worden om bepaalde nodes direct over te nemen en te beschermen. Degene die de orb draagt is duidelijk herkenbaar. Het oppakken van een vijandelijke orb zorgt ervoor dat de speler opnieuw spawnt en dat de orb wordt teruggeplaatst naar de basis van de vijand. Dit kan versneld worden door een vijandige orb op te pakken en daarmee ook zelfmoord te plegen.
  - Onslaught en Assault : Onslaught is een spelmodus die in Unreal Tournament 2004 geïntroduceerd werd; Assault was in UT99 al aanwezig. Deze spelmodi zijn een onderdeel van de Warfare spelmodus aangezien het van de map afhangt of deze speelt zoals Onslaught, Assault of een combinatie van beide. In Onslaught proberen twee partijen bepaalde punten (PowerNodes) in het level in bezit te nemen en zich een weg naar de vijandige basis te vechten. In elke basis staat een PowerCore en het doel is de PowerCore van de tegenstander te vernietigen. Maps in Onslaught zijn doorgaans een stuk groter dan (Team) Deathmatch maps aangezien voertuigen een grote rol spelen.

Iets noemenswaardig is dat veel mensen klagen over het feit dat Warfare meer een Onslaught kloon is dan een Assault + Onslaught variant. Vooral het feit dat de enige echte veranderingen de nieuwe voertuigen zijn, zorgde voor veel commotie in de UT99 en UT2004 gemeenschapskringen.

## Wapens
De volgende wapens zijn aanwezig in Unreal Tournament 3:
- Impact Hammer: Na afwezig te zijn in UT2003 en UT2004 is de Impact Hammer weer terug; het vervangt de Shield Gun.
- Dual Enforcers: Afkomstig uit de originele Unreal Tournament en het vervangt de Assault Rifles in UT2003 en UT2004. De speler begint met een enkele Enforcer en na het oppakken van een andere Enforcer heeft de speler er twee.
- Bio Rifle: Dit wapen is bijna hetzelfde gebleven vanaf Unreal, de primaire schietmode schiet een bol groene chemische slurrie. met de secundaire schietmode kun je het opsparen tot een tienvoud aan groene slurrie
- Shock Rifle: Vergelijkbaar met de versies in de eerdere spellen. De primaire schietmode schiet een straal af en de secundaire schietmode een bol plasma. Wanneer zo'n bol geraakt wordt door een straal vindt er een explosie plaats, een zogeheten shock combo.
- Link Gun: De Unreal Tournament 3 versie van de Link Gun zal een snellere primaire schietmode hebben dan in UT2004 en daarmee meer lijken op de Link Gun uit Unreal Tournament. De secundaire schietmode is een groene straal die schade doet aan tegenstanders. Ook kan het, net zoals in UT2004, gebruikt worden om voertuigen en PowerNodes te repareren in Warfare en spelmodi met voertuigen. Dit gebeurt nu door dicht bij andere spelers te gaan staan en niet door deze te linken met de alternatieve schietmode.
- Tarydium Stinger Minigun: Dit wapen, bekend uit Unreal en Unreal Championship 2: The Liandri Conflict, zal de Minigun vervangen.
- Flak Cannon: Vergelijkbaar met de Flak Cannon uit eerdere spellen. De primaire schietmode schiet enkele metalen stukken terwijl de secundaire schietmode een bol afschiet die uiteenspat wanneer het iets raakt.
- Rocket Launcher: Dit wapen is vergelijkbaar met de Rocket Launcher in UT2004 en het kan één, twee of drie raketten schieten. Ook bevat het een alternatieve schietmode waarmee maximaal drie granaten weggeschoten kunnen worden, zoals de 8-Ball in Unreal en Unreal Tournament. Ook kan het de raketten in een spiraal of gespreid wegschieten.
- Longbow AVRiL (Anti-Vehicle Rocket Launcher): Vergelijkbaar met de AVRiL in UT2004 - een wapen om een raket af te schieten waarmee voertuigen geraakt kunnen worden. De speler kan met de secundaire schietmode de raket op een doelwit afsturen.
- Sniper Rifle: Vergelijkbaar met de Sniper Rifle uit UT en UT2004. Er is een zogheten tracer zichtbaar waarmee de speler traceerbaar is.
- Translocator: Een apparaat voor teleportatie. De primaire schietmode schiet een klein apparaat weg, dit duidt de plaats aan waar de speler naartoe zal teleporteren met de secundaire schietmode. Wanneer men de primaire schietmode activeert terwijl de secundaire schietmode nog ingedrukt is, verandert de speler automatisch naar het laatste gebruikte wapen. De translocator heeft geen ingebouwde camera; deze is tijdens de ontwikkeling van het spel weggehaald vanwege een bug.
- Redeemer: Een draagbaar nucleair wapen waarmee veel schade gedaan kan worden.

Als een speler 15 kills maakt met een bepaald wapen dan krijgt deze een bepaalde titel. Deze titels zijn:
- JackHammer (Impact Hammer)
- Gun Slinger (Enforcers)
- Bio Hazard (Bio Rifle)
- Combo King (Combo van Shock Rifle)
- Shaft Master (Link Gun)
- Blue Streak (Stinger Minigun)
- Flak Master (Flak Cannon)
- Rocket Scientist (Rocket Launcher)
- Head Hunter (Headshots met Sniper Rifle)

## Voertuigen
De voertuigen in Unreal Tournament 3 behoren tot twee partijen: de Axon en de Necris. De Axon voertuigen zijn de voertuigen uit Unreal Tournament 2004 en UT2004: Editor's Choice Edition (ECE). Deze heten: Manta, Raptor, Scorpion, Hellbender, Cicada, Hellfire SPMA, Paladin, Goliath, Leviathan.
De Necris, een ras van kunstmatig opgewekte doden (Door middel van "nanoblack" een soort nanorobots die het bloed vervangen) in het Unreal universum. In de single-player worden ze geholpen door de Krall. Ze hebben 6 voertuigen met een eigen stijl en rijgedrag. Deze voertuigen zijn geen vergelijkbare versies van de Axon voertuigen maar zijn wel een gebalanceerde tegenpartij. De Necris voertuigen hebben ook andere eigenschappen dan de Axon voertuigen. De Necris voertuigen heten: Viper, Nemesis, Darkwalker, Fury, Nightshade en Scavenger.

### Hoverboard
In Unreal Tournament 3 werd de hoverboard geïntroduceerd. Elke speler krijgt een eigen hoverboard, vergelijkbaar met een zwevend skateboard, om zich te vervoeren in grote maps van Unreal Tournament 3. Een speler kan zich vastmaken aan een voertuig om zo mee te liften. De spelers kunnen ook trucjes uithalen met hun hoverboard maar dit is meer voor de lol en het beïnvloedt het spel niet.

## Teams
De volgende teams zijn in Unreal Tournament 3 aanwezig:
NecrisOndoden uit de originele Unreal Tournament, Necris zijn mensen gereincarneerd volgens het Necris Process, dit proces geeft ze meer kracht dan ze ooit gehad hebben, wel worden ze hierdoor minder menselijk. (Met uitzondering van Lauren. Zij had haar geheugen behouden, maar raakte hierdoor wel een deel van haar mentale stabiliteit kwijt.)
LiandriTeam van robots onder leiding van de robot Matrix.
Iron GuardEen oude favoriet uit Unreal Tournament.
KrallSlaven van de Skaarj uit het originele spel, zijn hier bondgenoten van de Necris.
RoninDit team speelt een rol in de singleplayer campagne van het spel.

## Trivia
- De muziek wordt verzorgd door Rom DiPrisco, Jesper Kyd en Kevin Riepl.[6].
- Het spel is opgenomen in het boek 1001 Video Games You Must Play Before You Die van Tony Mott.